# Julien Blanc
Julien Blanc (nascido em 24 de outubro de 1988) é um suíço especialista na arte da sedução. Ele trabalha como coacher executivo na empresa californiana Real Social Dynamics. De acordo com um artigo publicado na revista Time, alguns de seus clientes o descrevem como o maior especialista em sedução do planeta. Em 2014, Blanc foi acusado de promover atitudes machistas em seus vídeos, sendo banido da Inglaterra, Singapura e Austrália. Ele se desculparia em novembro de 2014, afirmando possível mal entendido sobre o material discutido .    

## Real Social Dynamics
A empresa Real Social Dynamics, localizada em Hollywood, no estado americano da Califórnia, oferece seminários e "boot camps" a homens de todo o planeta que buscam aprimorar suas habilidades na arte da sedução. Seus instrutores ensinam homens a tornarem-se mais confiantes e a socializarem com mulheres. Julien Blanc tornou-se instrututor na empresa em 2008. Ele é autor do produto PIMP, uma série de vídeos que demonstram o processo da sedução do começo ao fim.

## Novo canal
Em 2015, Blanc iniciou um canal no youtube chamado "JulienHimself". O novo canal, de acordo com ele, marca uma mudança de foco. Os novos vídeos dão dicas de autodesenvolvimento e de enriquencimento espiritual.